# Karl Lamprecht
Pour les articles homonymes, voir Lamprecht.

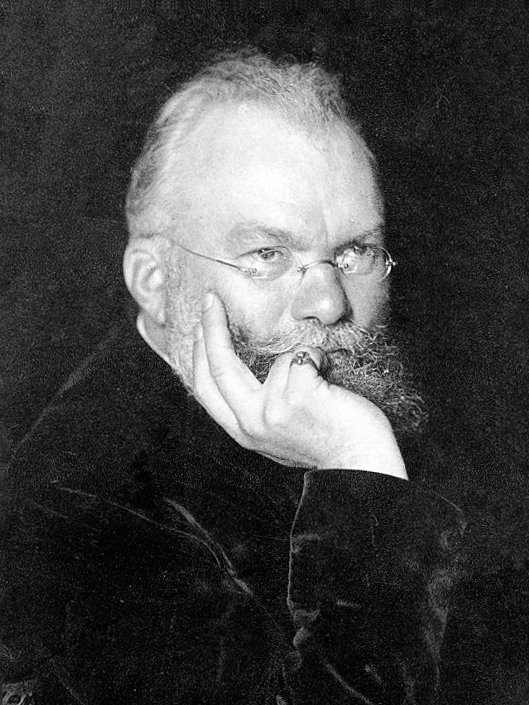
Karl Lamprecht en 1909

Karl Gotthard Lamprecht (né le 25 février 1856 à Jessen en province de Saxe et mort le 10 mai 1915 à Leipzig) est un historien prussien dont l'approche interdisciplinaire de l'histoire joua un rôle méthodologique important pour la formation de l'école française des Annales.

## Biographie
Ancien élève de la Schulpforta où il se lia d'amitié avec Theobald von Bethmann-Hollweg, Lamprecht étudia l'histoire, les sciences politiques, l'économie et l'histoire de l'art dans les universités de Göttingen, Leipzig, et de Munich. Il enseigna à l'université de Marbourg puis à l'Université de Leipzig, où il créa l'Institut d'Histoire comparée (Institut für Kultur- und Universalgeschichte).
Les travaux de Lamprecht sont consacrés à l'histoire de l'Allemagne d'une part et à l'histoire socio-économique de l'Europe d'autre part, avec un intérêt particulier pour la période médiévale. Son approche interdisciplinaire de l'histoire et ses observations sur le rôle historique des facteurs sociaux, environnementaux et même psychologiques, déchaîna la controverse dans le monde universitaire germanophone : son ambitieuse Deutsche Geschichte (1891-1909), une histoire synchronique de l'Allemagne embrassant tous les aspects du passé, souleva une Methodenstreit (conflit méthodologique) pendant des années. Lamprecht fut surtout critiqué par les historiens du droit et les constitutionnalistes qui, comme Friedrich Meinecke et Georg von Below, critiquaient son « manque de rigueur » et sa négligence quant au contexte politique et aux idéologies. De fait, Lamprecht et ses étudiants restèrent tenus à l'écart des académies et des honneurs, l'histoire sociale et interdisciplinaire demeurant un tabou en Allemagne jusqu'aux années 1960.
Selon Ernst Breisach,

« Lamprecht lui-même voyait dans les résistances psychologiques les principales forces à l'œuvre dans l'Histoire. Mais elle provenaient de la psyché propre à chaque nation et non des syncrétismes individuels. »

Les idées et méthodes de Lamprecht reçurent un accueil autrement chaleureux en France et aux États-Unis. Dès 1904, il était invité à donner une série de conférences à l’Université Columbia, qui les fit traduire et publier en 1905 sous le titre What is History?

« Lamprecht ne parvint pas à convaincre les autres historiens, mais une variante de son idée de Volksseele (âme du peuple) s'immisça dans l'historiographie française avec le concept de  mentalité et de  sensibilité sous la plume de Febvre. »

Son système de développement historique par phases fut utilisé par le philosophe anglo-indien Aurobindo Ghose qui en fit la base de sa description de sa psychologie du développement social.

## Œuvres choisies
- Études sur l'état économique de la France pendant la première partie du Moyen-Âge, Paris 1889
- Deutsches Wirtschaftsleben im Mittelalter (« La vie économique de l'Allemagne au Moyen Âge »), 3 vol., Leipzig 1885-1886 (rééd. Aalen 1969)
- Deutsche Geschichte (« Histoire de l'Allemagne »), 12 vol. + 2 inachevés, Berlin 1891-1909
- Die kulturhistorische Methode (« L'approche historico-culturelle »), Berlin 1900
- Karl Lamprecht (trad. E. A. Andrews, William Edward Dodd (de)), What is history? Five lectures on the modern science of history, New York, Macmillan Co., 1905 (OCLC 1169422)